# Mesethodesmus haitianus
Mesethodesmus haitianus är en mångfotingart som beskrevs av Chamberlin 1918. Mesethodesmus haitianus ingår i släktet Mesethodesmus och familjen Fuhrmannodesmidae. Inga underarter finns listade i Catalogue of Life.